# Albunione australiana
Albunione australiana är en kräftdjursart som beskrevs av Clements Robert Markham och Christopher B. Boyko 1999. Albunione australiana ingår i släktet Albunione och familjen Bopyridae. Inga underarter finns listade i Catalogue of Life.